# Statssekreterarnas råd (Dominikanska republiken 1911)
Detta är en lista över Statssekreterarnas råd som styrde Dominikanska republiken 19 november-5 december 1911.
| Namn                                  | Ämbetsperiod                  |
| ------------------------------------- | ----------------------------- |
| Miguel Antonio Román                  | 19 november – 5 december 1911 |
| José María Cabral                     | 19 november – 5 december 1911 |
| Manuel de Jesús Troncoso de la Concha | 19 november – 5 december 1911 |
| Federico Velásquez y Hernández        | 19 november – 5 december 1911 |
| Manuel Lamarche García                | 19 november – 5 december 1911 |
| Emilio Tejera                         | 19 november – 5 december 1911 |
| Rafael Díaz                           | 19 november – 5 december 1911 |